# Kajal
Kajal est un village de Slovaquie situé dans la région de Trnava.

## Histoire
Première mention écrite du village en 1297.
La localité fut annexée par la Hongrie après le premier arbitrage de Vienne le 2 novembre 1938. En 1938, on comptait 1 606 habitants dont 17 juifs. Elle faisait partie du district de Galanta, en hongrois Galántai járás. Durant la période 1938-1945, le nom hongrois Nemeskajal était d'usage. À la libération, la commune a été réintégrée dans la Tchécoslovaquie reconstituée.

## Démographie

### Évolution de la population
| Année:               | 1994. | 2004.   | 2014.   | 2024.   |
| -------------------- | ----- | ------- | ------- | ------- |
| Nombre de personnes: | 1321  | 1451    | 1543    | 1549    |
| Différence:          |       | +9,84 % | +6,34 % | +0,38 % |

| Année:               | 2023. | 2024.   |
| -------------------- | ----- | ------- |
| Nombre de personnes: | 1561  | 1549    |
| Différence:          |       | -0,76 % |